# Rezervația botanică Dalnița
Dalnița (în ucraineană Дальницький ботанічний заказник) este o rezervația botanică de importanță locală din raionul Odesa, regiunea Odesa (Ucraina), situată lângă satul Nova Dolîna. Este administrată de silvicultura de stat „Odesa”.
Suprafața ariei protejate constituie 1.024 de hectare, fiind creată în anul 1974 prin decizia Consiliului executiv regional. Rezervația este de fapt o plantație de arbori, dominată de stejar, mesteacăn, pin, etc. Teritoriul are un plan dreptunghiular, lung de 4,7 km și lat de 2,5 km. O parte a teritoriului este ocupată de o bază militară. Rezervația este un loc de odihnă pentru locuitorii orașului Odesa și așezărilor înconjurătoare.

## Galerie de imagini

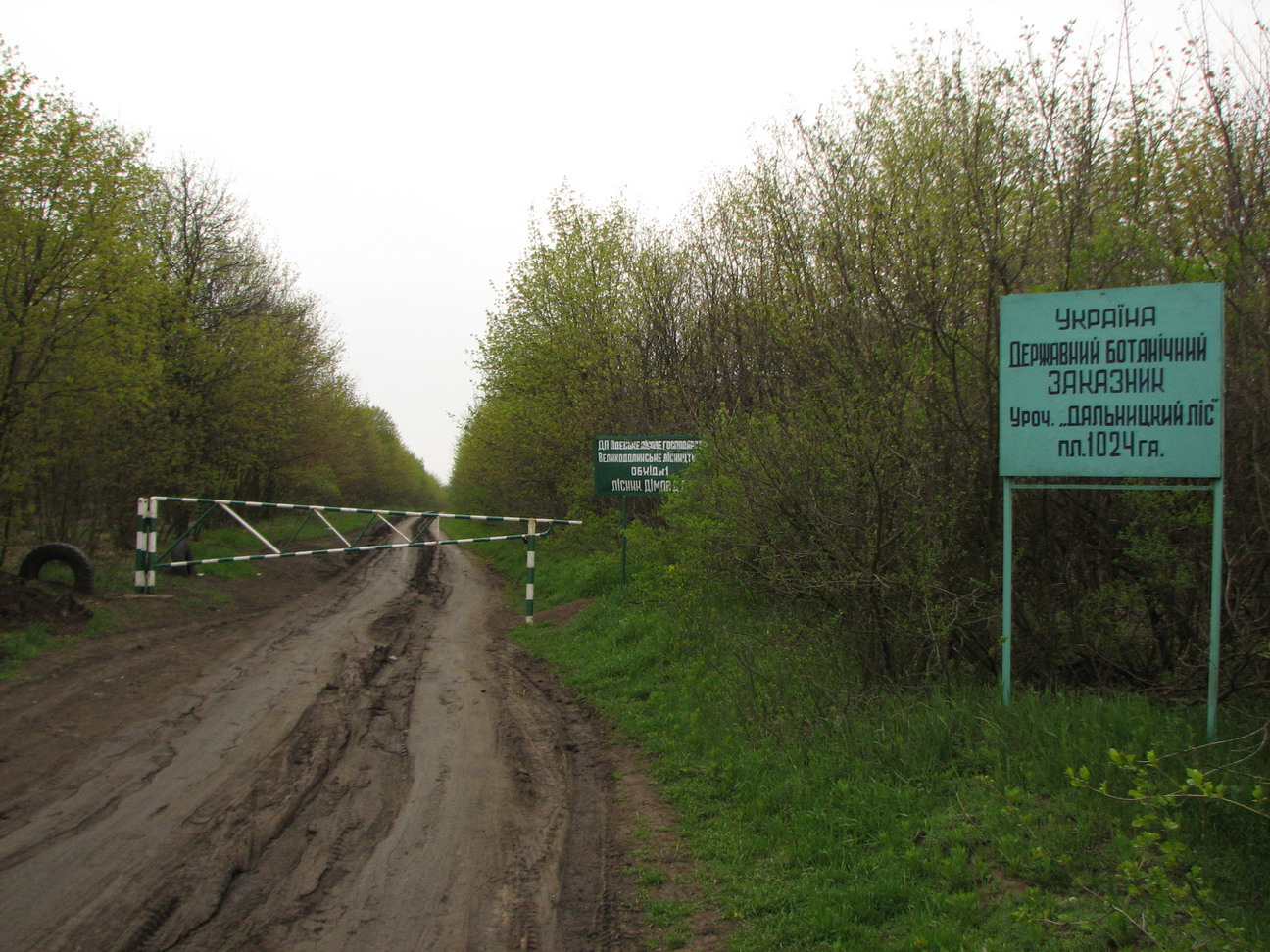
Panou la intrare în arie.
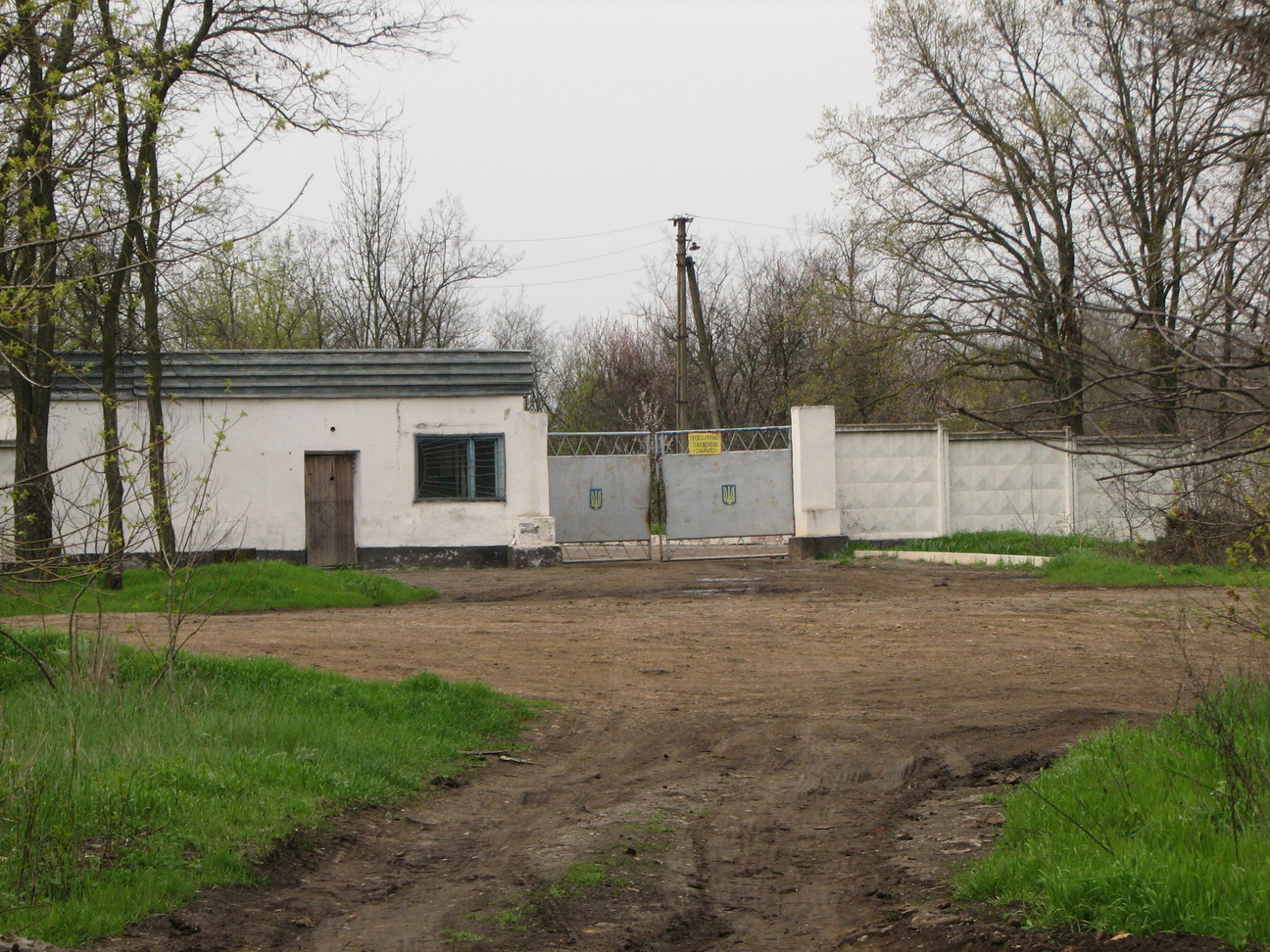
Intrarea în baza militară.
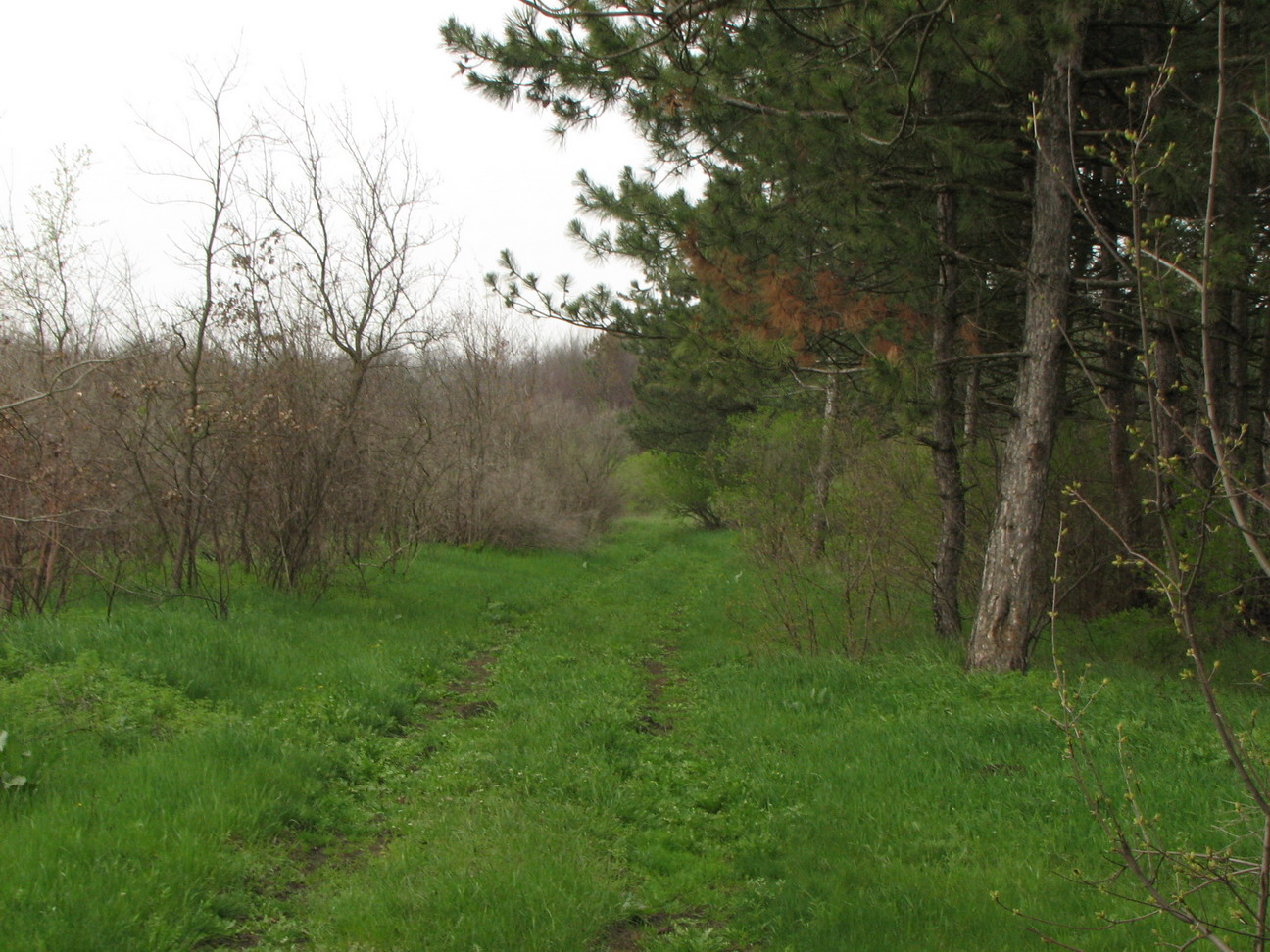
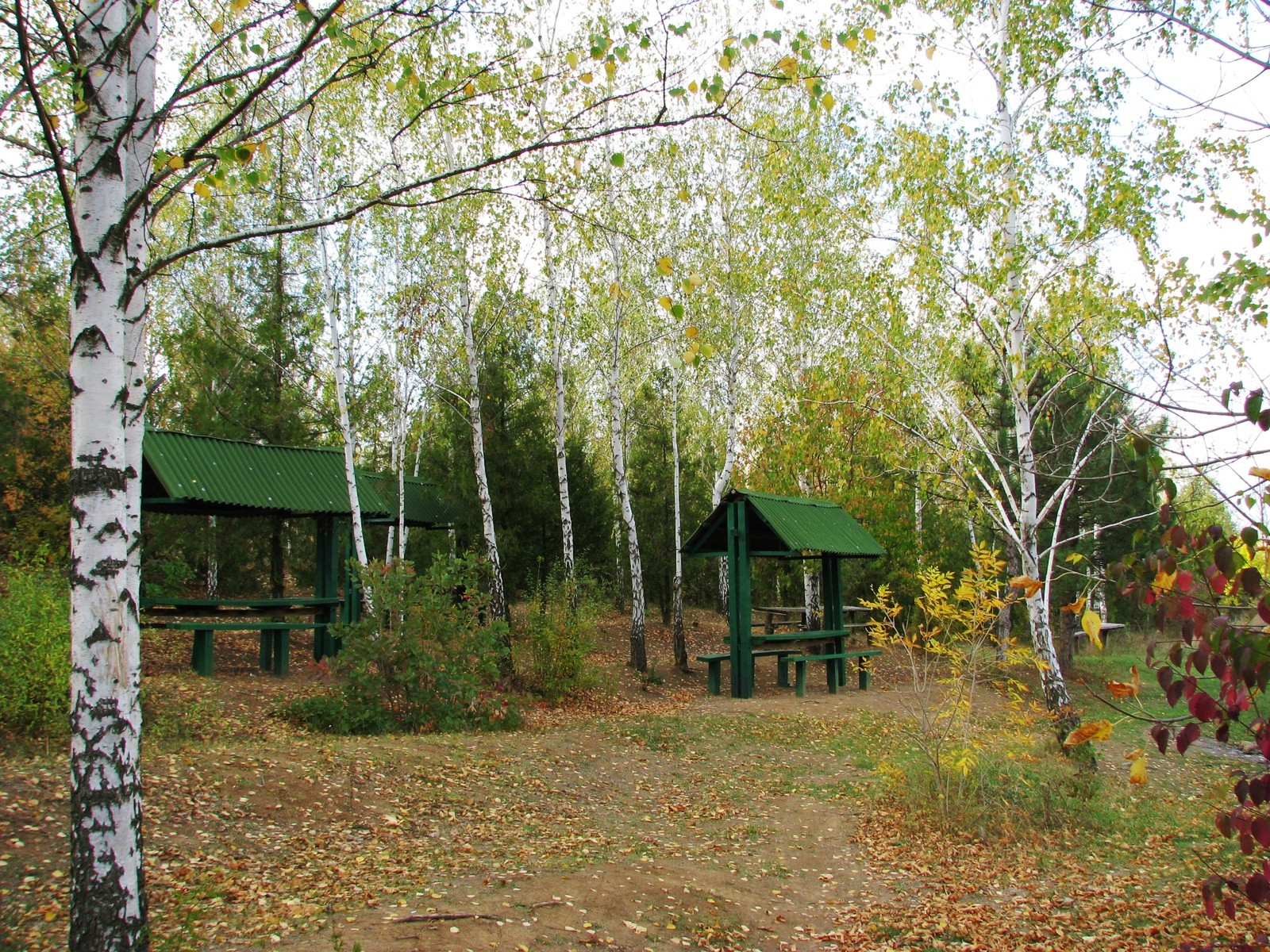
Pădurea Dalnița
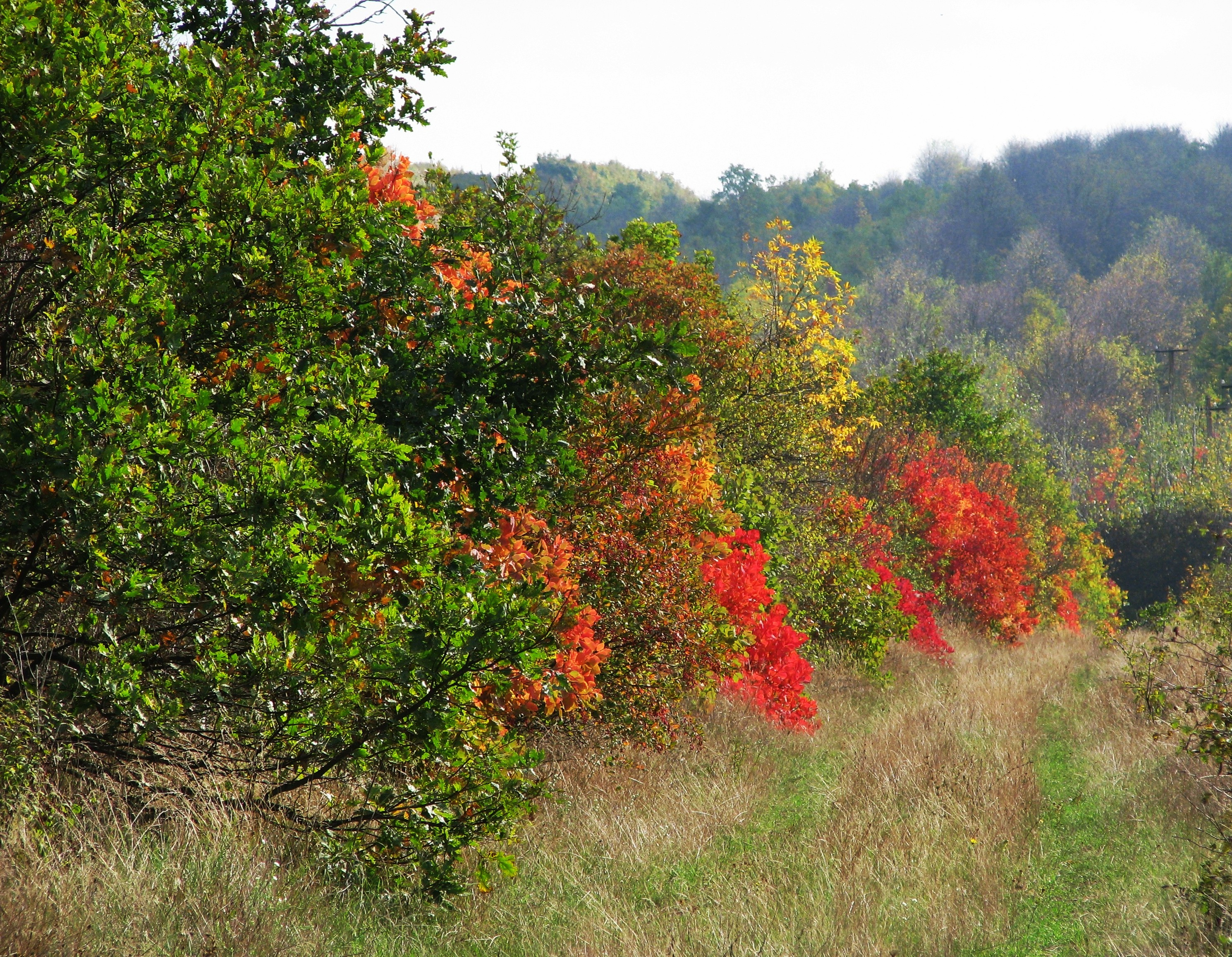
Plantații forestiere